# Sonic Jam
Sonic Jam es un videojuego de la Sega Saturn que recopila todo lo que realizó el equipo de programación Sonic Team en 1997 para dicha consola. Reunió los videojuegos de Sonic más célebres de la plataforma Sega Mega Drive: Sonic the Hedgehog, Sonic the Hedgehog 2, Sonic the Hedgehog 3 y Sonic & Knuckles. También se encontraban la unión del cartucho de Sonic & Knuckles con Sonic 3 (Sonic the Hedgehog 3 & Knuckles), y con Sonic 2 (Knuckles in Sonic 2). En 1998 salió una versión para la videoconsola portátil Game.com.
Además contenía un mundo virtual en 3D llamado Sonic World, el cual contenía gran cantidad de información adicional sobre el mundo de Sonic: su historia, música, anuncios y secuencias animadas de Sonic CD. Sonic World También incluye una serie de pequeñas misiones, que al completarlas, se desbloquean los créditos.
En Sonic Jam también se encontraban versiones personalizadas, con diferentes niveles de dificultad.
Como curiosidad, en Sonic the Hedgehog, el erizo azul puede realizar el Spin Dash, lo cual no era posible en la versión de Mega Drive.
La versión para Game.com, lanzada en 1998, incluye Sonic 2, Sonic 3 y Sonic & Knuckles, sin embargo, carece del Sonic 1. Esta versión del juego es muy lenta, los controles no responden bien, y el  sonido no son nada más que solo simples pitidos aparte de que los niveles no son los correctos.
- Datos: Q672172
- Multimedia: Sonic Jam / Q672172